# Empoli FC
Empoli Football Club – włoski klub piłkarski z siedzibą w Empoli.

## Historia
Został założony w 1920, a swój pierwszy oficjalny mecz rozegrał rok później. Po 2000 roku zespół "Azzuri" spędził kilka sezonów na pograniczu Serie A i Serie B. W 2004 drużyna ta spadła do drugiej ligi, jednak szybko powróciła do najwyższej klasy rozgrywek we Włoszech, zajmując najpierw drugie, a po relegowaniu Genoi pierwsze miejsce w Serie B.
W sezonie 2024/2025 klub spadł do Serie B.

## Sukcesy
- Coppa Italia Primavera (rozgrywki młodzieżowe) : 1992

## Obecny skład
1. stan na 31 stycznia 2023

| Nr | Poz. | Piłkarz                                      |
| -- | ---- | -------------------------------------------- |
| 1  | BR   | Samuele Perisan                              |
| 3  | OB   | Liberato Cacace                              |
| 4  | OB   | Sebastian Walukiewicz                        |
| 5  | PO   | Alberto Grassi (wypożyczony z Parmy)         |
| 6  | OB   | Koni De Winter (wypożyczony z Juventusu)     |
| 8  | PO   | Liam Henderson                               |
| 9  | NA   | Martín Satriano (wypożyczony z Inter Milan)  |
| 11 | PO   | Jean-Daniel Akpa Akpro (wypożyczony z Lazio) |
| 13 | BR   | Guglielmo Vicario                            |
| 14 | NA   | Marko Pjaca (wypożyczony z Juventusu)        |
| 18 | PO   | Răzvan Marin (wypożyczony z Cagliari)        |
| 19 | NA   | Francesco Caputo (wypożyczony z Sampdori)    |
| 20 | PO   | Duccio Degli Innocenti                       |
| 21 | PO   | Jacopo Fazzini                               |
| 22 | BR   | Samir Ujkani                                 |

| Nr | Poz. | Piłkarz                                   |
| -- | ---- | ----------------------------------------- |
| 23 | NA   | Mattia Destro                             |
| 24 | OB   | Tyronne Ebuehi                            |
| 25 | PO   | Filippo Bandinelli (kapitan)              |
| 26 | OB   | Lorenzo Tonelli                           |
| 28 | NA   | Nicolò Cambiaghi (wypożyczony z Atalanty) |
| 30 | OB   | Petar Stojanović                          |
| 32 | PO   | Nicolas Haas                              |
| 33 | OB   | Sebastiano Luperto (wypożyczony z Napoli) |
| 34 | OB   | Ardian Ismajli                            |
| 35 | PO   | Tommaso Baldanzi                          |
| 36 | OB   | Gabriele Guarino                          |
| 40 | BR   | Lovro Štubljar                            |
| 55 | NA   | Emanuel Vignato (wypożyczony z Bologna)   |
| 65 | OB   | Fabiano Parisi                            |
| 91 | NA   | Roberto Piccoli (wypożyczony z Atalanty)  |

### Piłkarze na wypożyczeniu
| Nr | Poz. | Piłkarz                                                      |
| -- | ---- | ------------------------------------------------------------ |
|    | BR   | Niccolò Chiorra (w Mantova do 30 czerwca 2023)               |
|    | BR   | Gabriel Meli (w Recanwese do 30 czerwca 2023)                |
|    | OB   | Francesco Donwi (w Ascoli do 30 czerwca 2023)                |
|    | OB   | Leonardo Pezzola (w San Donwo Tavarnelle do 30 czerwca 2023) |
|    | PO   | Kristjan Asllani (w Inter Milan do 30 czerwca 2023)          |
|    | PO   | Nedim Bajrami (w Sassuolo do 30 czerwca 2023)                |
|    | PO   | Luca Belardinelli (w Sudtirol do 30 czerwca 2023)            |

| Nr | Poz. | Piłkarz                                            |
| -- | ---- | -------------------------------------------------- |
|    | PO   | Giovanni Crociwa (w Cittadella do 30 czerwca 2023) |
|    | PO   | Tommaso Fantacci (w Arzignano do 30 czerwca 2023)  |
|    | PO   | Leo Štulac (w Palermo do 30 czerwca 2023)          |
|    | NA   | Emmanuel Ekong (w Perugia do 30 czerwca 2023)      |
|    | NA   | Andrea La Mantia (w SPAL do 30 czerwca 2023)       |
|    | NA   | Davide Merola (w Pescara do 30 czerwca 2023)       |
|    | NA   | Alessio Rosa (w Juve Stabia do 30 czerwca 2023)    |

## Europejskie puchary
Legenda do wszystkich tabel:
- Q – runda eliminacyjna, 1/16, 1/8, 1/4, 1/2 – odpowiednia faza rozgrywek, Grupa – runda grupowa, 1r gr – pierwsza runda grupowa, 2r gr – druga runda grupowa, F – finał, R – runda, PO – play-off
- k. – rzuty karne, los. – losowanie, Dogr. – dogrywka, w. – zasada bramek strzelonych na wyjeździe

| Sezon   | Rozgrywki   | Runda | Klub      | Dom | Wyjazd | Ogólnie |
| ------- | ----------- | ----- | --------- | --- | ------ | ------- |
| 2007/08 | Puchar UEFA | 1R    | FC Zürich | 3–0 | 1–2    | 4–2     |